# ميليسا ريدي
ميليسا ريدي (ولدت في 24 أغسطس 1986) هي صحفية وكاتبة في كرة القدم. تشغل ريدي حاليًا منصب كبير مراسلي كرة القدم في صحيفة إندبندنت. تخصصها هو الدوري الممتاز.

## حياتها المهنية
أثناء دراستها في الجامعة، أجرت ريدي فترة تدريب في Summit TV، وهي قناة تجارية في جنوب إفريقيا. بعد انتقالها إلى كيب تاون والانضمام إلى TEAMtalk Media في عام 2007 والعمل في العديد من الألعاب الرياضية، كانت ريدي رئيسًا لقسم كرة القدم بحلول عام 2011، قبل أن تصبح نائب رئيس تحرير مجلة KICK OFF التي تعد أكبر مطبوعة رياضية في إفريقيا. في كلتا المناسبتين، كانت أول امرأة تشغل مثل هذا المنصب وكانت أيضًا أول من ظهر كمحلل كرة قدم في عرض برنامج صفحات سوبر سبورت باك وليلة الاثنين لكرة القدم.
أصبحت ريدي مراسلة ليفربول لنسخة جول الـ 38 حول العالم في نوفمبر 2015. عملت ريدي في ذلك الوقت كمراسلة لكرة القدم في، كتبت لـ عدة صحف، وأصبحت مراسلة كرة القدم الأول في، قبل الانضمام إلى الإندبندنت كمراسلة كرة قدم كبيرة في نوفمبر 2019.
تشمل برامج ريدي التليفزيونية بقناة سكاي سبورتس نيوز «معالجة العنصرية»، ملحق صنداي وريد مين تي فيوعرض الدوري الإنجليزي الممتاز على بي بي سي. كما استضافت ريدي في راديو بي بي سي فايف لايف.
قامت ريدي بالكتابة والاستضافة وتقديم العروض على أنفيلد راب. قدمت ريدي أيضًا عروضًا على رامبل كرة القدم، وكانت ضيفًا على المدرب المساعد، وكتاب كرة القدم وبودكاست الرياضة. في عام 2020، بدأت ريدي سلسلة مقابلات البودكاست الخاصة بها بعنوان بين الخطوط مع ميليسا ريدي. من بين الضيوف غاري لينيكر وماوريسيو بوكيتينو ودانييل ستوريدج.
في عام 2020، أصدرت ريدي كتابها الأول بعنوان صدقنا: كيف حوّل يورغن كلوب ليفربول إلى الفائزين باللقب. تمت الإشارة إلى الكتاب من قبل مدرب فريق اتحاد الرجبي الوطني الإنجليزي إيدي جونز باعتباره نظرة ثاقبة على تفكير وممارسات فريق النخبة الذي أنتجه يورجن كلوب في نادي ليفربول.
تحدثت ريدي بشكل بارز عن العنصرية والتمييز الجنسي التي تحملتها لتمارس حياتها المهنية والعوائق التي تواجهها النساء.

## الحياة الشخصية
ريدي هي إحدى مشجعات نادي ليفربول.